# 라이자 미넬리
라이자 메이 미넬리(영어: Liza May Minnelli, 1946년 3월 12일 ~ )는 미국의 배우이자 가수이다. 그는 역시 배우이자 가수였던 어머니 주디 갈런드와 영화 감독 아버지 빈센트 미넬리의 외동딸이기도 하다. 60년 가까이 다양한 엔터테인먼트 분야에서 활동해온 미국 연예계의 명사이자 아이콘으로, 에미상, 토니상, 오스카상, 그래미상을 모두 수상한 몇 안되는 인물 중 하나이기도 하다.
1973년 영화 《카바레》로 아카데미 여우주연상을 수상하였다.

## 출연 영화
- 2013년 - 라스트 오브 더 쇼맨
- 2010년 - 섹스 앤 더 시티 2
- 2006년 - 오 인 오하이오
- 1994년 - 비밀과 욕망
- 1991년 - 정열의 스텝
- 1988년 - 아더 2
- 1988년 - 버트 레이놀즈의 처단자
- 1984년 - 머펫, 뉴욕을 점령하다
- 1983년 - 코미디의 왕 - 본인 역
- 1981년 - 아더
- 1977년 - 뉴욕 뉴욕
- 1975년 - 럭키 레이디(영어판)
- 1972년 - 카바레 (영화)

## 음반
- 2001년 - Millennium Collection
- 2001년 - The Capitol Years
- 2000년 - Minnelli on Minnelli
- 1996년 - Gently